# 羽野直也
羽野 直也（はの なおや、1995年（平成7年）3月29日 - ）は、福岡県飯塚市出身のボートレーサー。愛称は「はのきゅん」。
福岡県立嘉穂東高等学校卒業。登録第4831号。身長166cm。血液型AB型。114期。福岡支部所属。師匠は別府正幸。同期に中村桃佳、村松修二、松尾拓らがいる。121期の羽野諒は実弟。

## 来歴
- 2014年3月21日、選手登録。
- 2014年5月16日からボートレース若松で開催された一般戦「アサヒワンダカップ」初日第2レースに出走しデビューを飾る。6号艇6コースから3着[2]。
- 2015年4月14日からボートレース若松で開催された一般戦「西部ボートレース記者クラブ杯」5日目第2Rに出走、5号艇6コース差しを決めて勝利[3]し、デビューから135走目で水神祭を飾る。
- 2015年12月24日、2016地区スター候補（芦屋）に選出される。
- 2016年1月14日からボートレース平和島で開催された一般戦「第5回マルコメ杯」4日目（最終日）に出走[4]しデビュー初優出を飾る。（2号艇2コースから6着）
- 2016年7月14日からボートレース芦屋で開催された一般戦「BP高城オープン18周年記念」6日目（最終日）第12Rに出場し、5号艇5コースからまくりを決めて勝利[5]し、デビュー初優勝を飾る。
- 2016年12月26日、2017トップルーキーに選出される[6]。
- 2017年6月10日からボートレース住之江で開催されたG1「太閤賞競走 開設61周年記念」追加斡旋で5日目第2Rに出走[7]し、G1初出場。
- 2017年9月19日からボートレース蒲郡で開催されたG1「第4回ヤングダービー」3日目第7Rで1コースから逃げを決めて勝利[8]し、G1初勝利を飾る。
- 2017年10月2日からボートレース大村で開催されたG1「開設65周年記念 海の王者決定戦」6日目（最終日）第12Rで2号艇2コースから差しを決めて勝利[9]し、G1初優出初優勝。平成生まれとしては初の記念覇者となった[10]。
- 2017年12月19日からボートレース住之江で開催されたSG「第32回グランプリシリーズ」でSG初出場。4日目第4Rで1号艇1コースから逃げを決め勝利[11]し、SG初勝利を飾る。
- 2017年12月20日、2017年度日本プロスポーツ大賞新人賞受賞[12]。
- 2017年12月26日、2018年トップルーキーに選出される[13]。
- 2018年2月6日、平成29年 優秀選手表彰式典にて平成29年最優秀新人選手を受賞[14]。
- 2018年12月26日、2019トップルーキーに選出される[15]。
- 2019年12月13日、2020トップルーキーに選出される[16]。
- 2020年6月23日からボートレース宮島で開催されたSG「第30回グランドチャンピオン」6日目第12Rに出走[17]し、SG初優出を果たす。（6着）
- 2023年7月18日からボートレース児島で開催されたSG「第28回オーシャンカップ」6日目（最終日）第12Rで5号艇5コースからまくり差しを決めて勝利[18]し、SG3回目の優出でSG初優勝を果たし、平成生まれとしては磯部誠に次ぐ2人目のSGウィナーとなった[19]。

## 人物・エピソード
- 学生時代は野球部に所属。
- 瓜生正義は高校の先輩に当たる。ボートレーサーを目指したキッカケは「卒業生に強いボートレーサーの方がいる」と聞き、1度見てみようとボートレース福岡に行ったことだったが、その卒業生が瓜生だったことはデビュー後まで知らなかった[20]。
- 初出場となったSGグランプリシリーズの開催終了後に、同支部の先輩篠崎仁志と買い物に行ってロレックスヨットマスターを購入[21]した。

## 戦績
- 出走回数：2282回
- 1着回数：559回
- 優出回数：74回
- 優勝回数：22回
- SG優勝回数：1回
- SG優出回数：3回
- SG出走回数：253回
- G1優勝回数：4回
- G1優出回数：17回
- G1出走回数：565回
- フライング(F)回数：4回
- 出遅れ(L)回数：0回
- 通算勝率：6.70
- 2連対率：44.96
- 3連対率：64.33
- 生涯獲得賞金：444,142,699円